# Elida Carlés
Elida Carlés (Buenos Aires, 1 de julho de 1912 - 21 de fevereiro de 1970) foi uma aviadora, actriz e jornalista argentina, considerada uma das pioneiras da aviação civil na Argentina. Aos 29 anos recebeu o brevet que a autorizava a conduzir aviões comerciais. Pouco tempo depois, conseguiu cruzar Montevideo desde Buenos Aires, junto com outras duas aviadoras argentinas, Susana Ferrari Billinghurst e Julia Pérez Cattoni, em representação do Estado Argentino. Estudou na Escola de Arte Dramática e no Instituto Grafotécnico.  
Foi directora da revista de Aerolíneas Argentinas Buenos Aires à vista. Desenvolveu actividades na radioemisora O Mundo, e mais tarde foi produtora no Canal 7.   

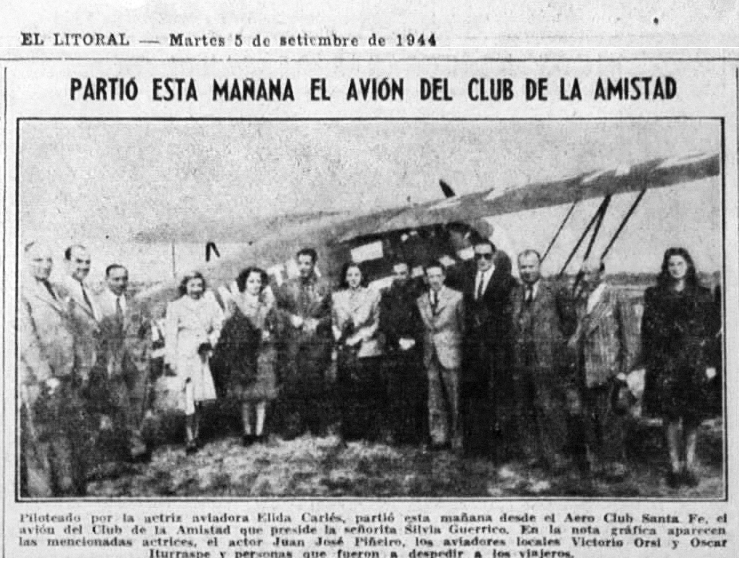
Nota jornalística publicada no diário "O Litoral", de Santa Fé, a 5-09-1944, na qual é referida a passagem de Elida Carlés por essa província.

Em 1943, a bordo de um biplano Focke Wulf, fabricado em Córdoba, voou por dezoito cidades argentinas.   